# Lethrus armeniacus
Lethrus armeniacus is een keversoort uit de familie mesttorren (Geotrupidae). De wetenschappelijke naam van de soort werd in 1890 gepubliceerd door Edmund Reitter.